# Södra Älvsborgs sjukhus
Södra Älvsborgs Sjukhus (SÄS) är en av fyra sjukhusgrupper i Västra Götalandsregionen. Sjukhuset har en bred medicinsk verksamhet, omfattande forskning och flera utbildningsvårdavdelningar. SÄS har drygt 3 700 anställda varav de flesta arbetar i Borås. En del av vården bedrivs vid SÄS Skene. Sjukhuset har också öppenvårdsmottagningar i flera kommuner inom psykiatri och barn- och ungdomsmedicin.

## Historik

### Första lasarettet (1782–1822)
Borås första lasarett inrättades 1782 vid Stora Brogatan. Lasarettet hade fem rum och sex sängar. Här arbetade en lasarettsläkare, en syssloman, tre sjuksköterskor, en piga och en kokerska. Sjuksköterskorna var självlärda. Det var inte förrän vid 1800-talets slut som det blev krav på utbildning.

### Andra lasarettet (1823–1892)
Borås andra lasarett kallades även Holmers lasarett. Lasarettet var ett envånings trähus med 12 sjuksalar och 34 sängar. 1854 byggdes lasarettet till med en våning. Från 1840-talet fanns det också ett separat tvåvånings trähus för sinnessjuka.

### Tredje lasarettet (1893–1929)
Det tredje lasarettet stod färdigt 1893. Byggnaden är idag Borås kommunfullmäktigehus. Lasarettets 130 sängplatserna fördelades på fyra vårdavdelningar, två för män och två för kvinnor. Det var ingen uppdelning mellan medicinsk och kirurgisk verksamhet. Under åren 1893–1927 vårdades 40 000 patienter på Borås lasarett. Den ökade efterfrågan på sjukvård, kravet på uppdelning och specialisering ledde till att man föreslog en nybyggnation.

### Fjärde lasarettet (1930–1983)

Borås lasarett 1930

1930 invigdes det fjärde lasarettet med sina 240 vårdplatser. Byggnaden utgör än idag en del av sjukhuset. SÄS Skene stod klart 1963 och hette från början Skene lasarett. Vid starten hade lasarettet 233 vårdplatser fördelade inom medicin, kirurgi, förlossningsvård och postoperativ vård. Det fanns också röntgenavdelning, operationsavdelning och laboratorium och mottagningar inom medicin och kirurgi.                                              

### Borås och Skene lasarett (1984–2001)
Under åren 1984–2001 fortsatte sjukhuset att utvecklas med byggnader för olika typer av verksamheter, bland annat intensivvård och förlossning. 1992 invigdes den dagkirurgiska avdelningen med operationssalar och övervakningsrum. 1998 blev lasaretten i Borås och Skene Södra Älvsborgs sjukhus (SÄS).

### SÄS (2002-2018)
2010 stod de successiva renoveringarna på SÄS i Skene klara. Ny entré, nya vårdenheter, reception, laboratorium, mottagningar och en förbindelsegång genom huset var några av de förändringar som gjordes. 2010 invigdes också Tehuset, den nya vårdbyggnaden på sjukhuset i Borås. Att arbeta i tvärprofesionella team och med fokus på patientnära vård var två viktiga delar i de nya arbetssätt som introducerades i samband med detta. 2017 inleddes tre omfattande om- och nybyggnationer på SÄS i syfte att möta framtida vårdbehov inom laboratoriemedicin, infektionssjukvård och barn- och vuxenpsykiatri.